# 東京都情報産業協会
一般社団法人東京都情報産業協会（とうきょうとじょうほうさんぎょうきょうかい、旧称：日本ソフトウエア産業協会）は、1985年に創立された業界団体である。
日本の情報サービス産業に関わる企業の経営基盤の強化、人材の育成、技術力の向上、福利厚生面の充実等に関する支援及び啓蒙活動を行うことにより、日本の情報化促進に寄与することを目的に活動している。

## 平成28年度の協会活動
協会は10の委員会を中心に各種セミナー・講演会、ビジネス交流会や教育研修等、会員へのメリット提供を念頭においた活動を展開している。平成28年はセミナー・講演会・研修会に関しては会員交流会を含め計23回実施。さらに若手経営層を対象にした青年塾を年10回開催するなどで、延べ1,056社、1,638名が参加した。また、教育研修やビジネス交流会、野球大会等のイベントは計46回実施し、延べ930社 1,910名が参加し、合計1,986社、3,548名が参加した。くわえて各委員会およびプロジェクトは合計で年間120回以上の会合を行い、さまざまな協会行事を企画・運営している。

## 沿革
- 1985年（昭和60年）5月 日本ソフトウエア産業協会(NSA)創立。創立時正会員12社、準会員36社
- 1986年	旧国鉄職員の採用協力に対し、感謝状を授与される。パソコン通信によるNSAネットワーク構築
- 1987年 ネットワークと異業種交流イベント「ソフトノミクス‘87」主催。ネットワークと異業種交流センター設立。（財）電気通信普及財団へ研究調査助成金事業開始
- 1988年	営業情報交換サービス「NSA QUICK RESPONSE」開始。研究調査助成金事業として(財)電気通信普及財団へ「異業種交流のネットワーク化に関する調査研究報告」を提出
- 1989年	関東私立大学就職部アンケート調査実施（私立大学100校対象）。全国情報サービス産業懇談会（現ANIA）に参加
- 1990年	プロジェクト管理に関するセミナーを重点的に開催
- 1991年	（社）情報サービス産業協会に団体会員として参加
- 1992年	通商産業省機械情報産業局情報処理振興課長 小島康を講師に招きセミナーを開催
- 1993年	(株)博報堂新規事業開発室 室長 小川明を講師に招きセミナーを開催
- 1994年	中小企業向け情報化提案経営支援センター設置。産業雇用安定センターに団体会員として入会
- 1995年	NSA会員実態調査実施。協会ホームページ開設
- 1996年	雇用促進事業団より、人材高度化事業助成金受給資格認定団体に認定される
- 1997年	雇用促進事業団より、人材高度化支援事業対象団体に認定される（3カ年）。人材高度化訓練運営事業開始
- 1998年	人材高度化訓練運営事業継続実施
- 1999年	人材高度化訓練運営事業継続実施
- 2000年	東京都より協会および協会役員に対し中小企業の発展に寄与したことにより「労働経済局長感謝状」が授与される。15周年記念論文「21世紀のソフト産業」、および事業プラン「地域防災情報化支援システムに関するプラン」表彰。東京都「平成12年度業種別診断ソフトウェア業調査」に協力
- 2001年	東京都「平成12年度業種別診断ソフトウェア業調査」を実施。日韓ソフトウェア協力推進懇談会参加。IT在職者委託訓練実施
- 2002年	中国成都市郝康理副市長他NSA訪問、交流会を開催
- 2003年	雇用・能力開発機構東京センターによる事業主委託訓練実施
- 2004年	東京都より下請取引推進員の委嘱を受け、第一回下請取引適正化推進員協議会に参加（以後、毎年継続中）
- 2005年	東京都より協会に対し都内の中小企業の発展に貢献したことにより「東京都知事感謝状」が、協会役員に対し「同産業労働局長感謝状」がそれぞれ授与される
- 2006年	中国/全国人民代表者会議代表の孫丕恕(Sun Pishu)を講師に招き「中国市場進出の突破口」をテーマにセミナーを開催
- 2007年	東京、神奈川、千葉、埼玉、1都3県の情報サービス産業団体による「首都圏情報団体協議会」に参画
- 2008年	ベトナムソフトウェア協会（VINASA）代表団がNSAを訪問。韓国産業人力公団が実施する「日韓IT人材交流フォーラム」を後援
- 2009年	雇用調整助成金への対応セミナーを複数実施。会員への情報の徹底を図るとともに、会員企業の雇用確保に協力。経済産業省がまとめた「下請取引適正化ガイドライン」の改訂に協力
- 2009年 9月3日、茅場町・鉄鋼会館にて臨時総会・設立総会を開催。「一般社団法人日本ソフトウエア産業協会」への移行を全会一致で承認
- 2010年	東京都より協会役員に対し業界の発展に寄与したことにより「東京都知事感謝状」ならびに「東京都産業労働局長感謝状」が授与される。東京都主催「産業交流展2010」に出展
- 2011年	東日本大震災の被害者への義援金を日本赤十字社を通じて寄付。首都圏情報団体協議会に山梨県情報通信業協会が参加し1都4県となる。東京都主催「産業交流展2011」に出展
- 2012年	1都4県の情報サービス産業団体が参加する「首都圏情報団体合同ビジネス交流会2012」を開催。経産省が進める「関東地域クラウド推進事業」に協力。東京都主催「産業交流展2012」に出展
- 2013年	「首都圏情報団体合同ビジネス交流会2013」を開催。工学院大学・新宿キャンパスにおいて合同企業説明会を実施。タイ(ASEAN)ITビジネス最新動向視察ツアー」実施
- 2014年	「首都圏情報団体合同ビジネス交流会2014」を開催」。ベトナムITビジネス最新動向視察ツアー(ハノイ・ホーチミン)実施。東京都の「団体提案型中小企業処遇改善サポート事業」に協力
- 2015年	東京都より協会役員に対し都内の中小企業の発展に貢献したことにより「東京都知事感謝状」および「東京都産業労働局長感謝状」がそれぞれ授与される。「首都圏情報団体合同ビジネス交流会2015」を開催」
- 2015年 6月14日、京王プラザホテルにて30周年記念イベントを開催。記念講演に池上彰を招聘
- 2016年 4月、協会名を「一般社団法人東京都情報産業協会(IIT)」に変更
- 2017年 4月、事務局を日本橋茅場町に移転

## 事務局
〒103-0025
東京都中央区日本橋茅場町3-2-10　鉄鋼会館6F 